# Chlum (Česká Lípa-i járás)
Chlum település Csehországban, Česká Lípa-i járásban. Chlum Doksy, Vrchovany, Jestřebí, Dubá és Skalka u Doks településekkel határos. Lakosainak száma 290 fő (2024. január 1.).

## Népesség
A település lakosságának változását az alábbi diagram mutatja:
| Lakosok száma | 988  | 909  | 763  | 362  | 286  | 275  | 240  | 247  | 259  | 290  |
|               | 1869 | 1890 | 1921 | 1950 | 1980 | 2001 | 2017 | 2019 | 2022 | 2024 |